# گونول‌آچان (پوسوف)
گونول‌آچان (به ترکی استانبولی: Gönülaçan) یک منطقهٔ مسکونی در ترکیه است که در شهرستان پوسوف واقع شده‌است.